# Claude-Henri de Rouvroy de Saint-Simon
Claude-Henri de Rouvroy conte di Saint-Simon (Parigi, 17 ottobre 1760 – Parigi, 19 maggio 1825) è stato un filosofo francese.
Considerato il fondatore del socialismo francese, partecipò alla guerra d'indipendenza statunitense, combattendo agli ordini di La Fayette.

## Biografia
Primo di nove figli, apparteneva alla famiglia dell'autore dei Mémoires, Louis de Rouvroy de Saint-Simon, ma di un altro ramo. Fin dall'infanzia diede prova di un'energia e di un'indipendenza di carattere fuori dal comune. Fu in relazione con D'Alembert del quale subì l'influenza. Benché abbia avuto dei precursori, prima di lui non era mai stato dichiarato che l'uomo e le società potevano essere diretti nella loro condotta solo iniziando a ridurli a oggetti della scienza e, per di più, che questa scienza non poteva poggiare su altri principi che non fossero le scienze della natura.
Teorico della "filosofia positiva" e di un approccio scientifico ai problemi sociali e politici, mirò all'avvento di una nuova società orientata a migliorare le condizioni del proletariato, a suo dire realizzazione del suo modo di guardare il messaggio evangelico. Alla sua morte si sviluppò un movimento politico-religioso, basato sulle sue idee, chiamato Sansimonismo che fu criticato in profondità da Antonio Rosmini ne I Sansimoniani. Le sue opere influenzarono notevolmente Auguste Comte.

## Pensiero
Saint-Simon parte da un'esaltazione della società industriale, che egli concepisce come società dei produttori in contrapposizione a quella degli “oziosi”: nobili, cortigiani, preti, militari. Una classe di parassiti, “praticoni” e “incapaci” che conserva una posizione di egemonia, in Europa, pur avendo perduto qualsiasi funzione sociale: rappresenta un "mondo alla rovescia" rispetto a quello che dovrebbe essere. "Se, infatti, in Francia venissero meno, improvvisamente, i tremila individui che esercitano attualmente il potere, scrive Saint-Simon, non accadrebbe assolutamente nulla, in quanto essi potrebbero essere facilmente sostituiti. Se, invece, venissero a mancare i trentamila artigiani, scienziati e imprenditori più capaci ed esperti, il tracollo del paese sarebbe inevitabile e la Francia diventerebbe una nazione di secondo ordine".
Per Saint-Simon il cui bersaglio polemico è la società francese della Restaurazione, in cui vede rivivere i caratteri dell'Ancien régime, non vi sono contrasti o differenze fra i ceti produttivi, o “industriali”: imprenditori e banchieri, commercianti e artigiani, contadini e marinai devono essere alleati nella lotta contro gli oziosi, per realizzare una società in cui dominino l'industria, la tecnica e il sapere scientifico. “Non vanno combattuti i borghesi, vanno combattuti tutti coloro che campano alle spalle del proletariato senza svolgere alcuna attività”. Questa società saprà produrre una ricchezza così grande, una volta liberatasi dai parassiti, che non conoscerà più né oppressione né sfruttamento e tutti i suoi componenti saranno “dei collaboratori e dei soci, dal più semplice manovale al più ricco industriale, all'ingegnere più illuminato”.
La politica per Saint-Simon, diventa una scienza della produzione: è un sistema di interventi che determina le condizioni della produzione, cioè un ordine capace di favorire (o di ostacolare e danneggiare) lo sviluppo delle forze produttive. Occorre, quindi, creare le condizioni perché si affermi nella società un nuovo stato di benessere: questa è la vera misura per valutare la qualità di una politica. La politica deve indicare la direzione di marcia della società e deve farlo attraverso il movimento della società stessa, attraverso il protagonismo delle forze che sono realmente capaci di promuovere lo sviluppo. Saint-Simon è convinto che solo il movimento delle forze produttive e solo la costruzione di un rapporto di cooperazione fra produttori possano aprire un'epoca nuova nella civiltà umana.
Tuttavia, nell'ultima fase della vita di Saint-Simon questa esaltazione di una società “industriale tecnocratica” viene sostituita da un ideale di tipo religioso: le misere condizioni degli operai, di quella che egli chiama “la classe più numerosa e più povera” fanno ritenere a Saint-Simon che tecnica e industria non siano sufficienti per dare la felicità sociale. Occorre invece che si diffonda un “Nuovo Cristianesimo” (è questo il titolo di un importante scritto di Saint-Simon del 1825), capace di realizzare ovunque il messaggio evangelico dell'amore per il prossimo.

## Opere
- Lettres d'un habitant de Genève (1802)
- Réorganisation de la société européenne (1814)
- L'organisateur (1820)
- Système industriel (1821)
- Le Catéchisme des industriels (1824)
- Le Nouveau Christianisme (1825)